# جيش (أسطورة)
جيش (بالإنجليزية: Gish)‏ إله الحرب في ديانة القبائل الأفغانية، وتنتشر عبادته بصفة خاصة بين قبائل كاتي Kute في الجنوب من هندوكوش Hindu-Kush ويبدو أن (جيش) قد تشكل جزئيّا على غرار إله الفيدا (إندارا Indra) أحد سلالة الخلق (إمرا Imra). وأمه هي الإلهة (أتر Utr) حملت فيه لمدة ثمانية عشر شهراً قبل أن ينتزع نفسه من بطنها ثم خاطها بإبرة. وزوجته هي الإلهة (سانجو Sanju).
وهو يقتل ويذبح بكفاءة عالية، لكن ينقصه الفهم أو العقل والكياسة. وهو يبدو بصفة عامة فظَّاً غليظ القلب، وهو يسكن في قلعة من الفولاذ التي تنمو في أعلاها شجرة الجوز الأسطورية حيث تقوم أمه برعايتها، وهذه الشجرة التي تمده بالغذاء، وقوة المحاربين وبأسهم. وقوس قزح هو الحبل الذي يعلق عليه جعبته وكنانته.

## مكان عبادته
ويعبد (جيش) أساساً في قرى كمديش Kamdesh، لكنه عُبِدَ أيضًا في منطقة كافير Kafer حيث كانت تقدم له القرابين من الثيران التي لا تحمل قرونًا، وكانت هذه القرابين تقدم، عادةً، قبل بداية الدخول في معركةٍ، ويقام احتفال على شرفه إذا ما كانت نتيجة المعركة هي النصر. ويكتب اسمه أيضًا (جيوش Giwish).